# Velký oblý sval
Velký oblý sval (latinsky musculus teres major) je kosterní sval, který ovládá ramenní kloub. Tvoří dlouhé, štíhlé a poněkud zploštělé svalové bříško.